# Archeriidae
Archeriidae es una familia de embolómeros que vivió durante el Pérmico. Archeria es también un miembro conocido de esta familia.

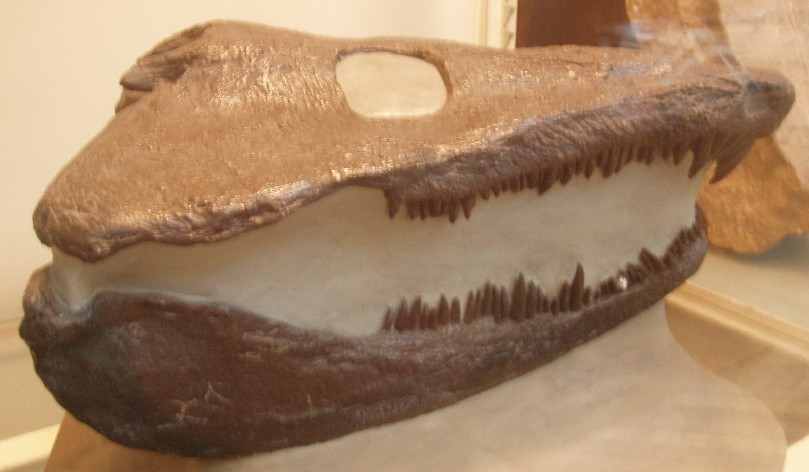
Cráneo de Cricotus